# Estación de Virtudes
La Estación de Virtudes es una plataforma de ferrocarriles de la Línea del Norte, que sirve a la localidad de Virtudes, en la Parroquia de Aveiras de Baixo del ayuntamiento de Azambuja, en el Distrito de Lisboa, en Portugal.

## Historia
Esta plataforma abrió a la explotación el 31 de julio de 1857, junto con el tramo que la unía a Carregado.